# Río Aiguamòg
El río Aiguamog (en catalán y aranés: Aiguamòg) es un río afluente del Río Garona que discurre por el Valle de Arán.
El Aiguamòg nace en los lagos glaciares de la cabecera del circo de Colomers, circo glaciar de más de 50 lagos entre los que destacan el lago Mayor de Colomers (15,4 Ha), el lago Obago (12 Ha) y en la parte más alta del circo el lago de Ratera de Colomers (7,4 ha) o el Lac deth Cap de Colomers (3 ha). El Circo glaciar de Colomers está coronado por cumbres que superan los 2.500 metros, como el Tuc de Ratera (2.861 m) o el Gran Tuc de Colomers (2.933 metros).
El río se va alimentando a lo largo de su trayecto por varios afluentes como son el arriu dera Montanheta, barranc des Pletius o el barranc deth riu Merdèr, a continuación se encuentra el embalse de Aiguamòg justo antes de llegar a su desembocadura en el río Garona cerca de la población de Tredós. 
Por su cabecera discurre el sendero de gran recorrido GR-11 a través del circo de Colomers, convirtiéndose en una zona muy visitada por excursionistas en la periferia del  Parque nacional de Aiguas Tortas y Lago de San Mauricio